# Paradosso dei due gelatai
Il paradosso dei due gelatai è un quesito di natura logica spesso usato come critica ai sistemi elettorali bipolari. Il paradosso è anche una delle soluzioni del modello di Hotelling al diminuire dei costi di trasporto. Dal modello di Hotelling, che prende il nome dal matematico Harold Hotelling che fu il primo a proporlo, si osserva come in campo economico sia una scelta razionale per produttori concorrenti realizzare prodotti simili tra loro. Nell'ambito della teoria della scelta razionale viene utilizzata per spiegare come durante le elezioni i candidati vengono percepiti come essenzialmente identici.

## Il paradosso
Su una spiaggia lunga 1 km ci sono due gelatai. Per non farsi concorrenza dividono la spiaggia in due zone e ciascuno si pone al centro della sua, risultando così a 500 metri di distanza l'uno dall'altro. In questo modo ogni bagnante non deve percorrere più di 250 metri per prendere il gelato.
A questo punto un gelataio decide di avvicinarsi un po' verso il centro della spiaggia allo scopo di sottrarre al concorrente una parte dei clienti che si trovano a metà strada tra i due. Conseguentemente i bagnanti agli estremi della spiaggia saranno costretti a fare più di 250 metri. L'altro gelataio se ne accorge e si sposta di pari distanza.
Se la distanza dagli estremi della spiaggia non è eccessiva, ossia se i "costi di trasporto" non scoraggiano i bagnanti a recarsi a prendere il gelato, il processo si ripete finché i due gelatai si trovano nello stesso punto in mezzo alla spiaggia.

## Parallelismo con la politica
Questo paradosso identifica i comportamenti politici dei partiti durante le elezioni: i due gelatai rappresentano le coalizioni di destra e di sinistra che per avere più voti (vendere più gelati) tendono a spostarsi verso il centro. In altre parole tendono a far evolvere il loro programma politico verso posizioni centriste. Inoltre, sempre restando nella metafora, i gelatai, pur di guadagnare consensi al centro, tendono a correre il rischio che i bagnanti agli estremi della spiaggia rinuncino al gelato, scoraggiati dall'eccessiva distanza: questo spiegherebbe il fenomeno del crescente astensionismo.